# LSM-217 (中型揚陸艦)
LSM-217 (USS LSM-217) は、第二次世界大戦中にアメリカ海軍にて建造されたLSM-1級中型揚陸艦の1隻。他の大多数の同型艦と同様、特定の艦名は与えられず船体番号のみで呼ばれた。

## 歴史
デラウェア州ウィルミントンのドラヴォ・コーポレーション (Dravo Corporation) にて起工され、1944年8月4日より米海軍にて就役した。艦長はユージン・J・ハイスリー予備役大尉 (Eugene J. Heisley)。
就役したLSM-217は太平洋戦線への割り当てが決定し、1944年11月7日には日付変更線を超えた。リンガエン湾侵攻の折、LSM-217はルソン方面に展開、1945年1月4日から12日まで続いたリンガエン湾上陸作戦に参加する。
1946年、米海軍艦籍簿から除籍される。1947年10月22日、ルイジアナ州ウェストウィーゴにあるエイボンデール・マリーン・ウェイズ株式会社 (Avondale Marine Ways, Inc.) に売却される。その後の処分は不明。
LSM–217は第二次世界大戦における活動の為に1つの従軍星章を受章している。